# Драчі
Драчі́ — село в Україні, у Старокостянтинівському районі Хмельницької області. Населення становить 405 осіб. До 2020 орган місцевого самоврядування — Пеньківська сільська рада.

## Географія
Селом протікає річка Віла, права притока Муховця.

## Походження назви
За давніх часів у село спеціалізувалося на дранні крупи, у селі було багато драчів («В драчі́ крупи́ деру́ ть»), звідки й назва.

## Історія
7 (20) листопада 1917 року, відповідно до.Третього Універсалу Української Центральної Ради, увійшло до складу Української Народної Республіки.
12 червня 2020 року, відповідно до розпорядження Кабінету Міністрів України № 727-р «Про визначення адміністративних центрів та затвердження територій територіальних громад Хмельницької області», увійшло до складу Старокостянтинівської міської громади.
19 липня 2020 року, після ліквідації Старокостянтинівського району, село увійшло до Хмельницького району.

## Освіта
У селі діє Драчівська загальноосвітня школа І - ІІ  ступенів. Вона споруджена на місці зруйнованої у 1941 році церкви та кладовища при церкві, де ховали церковнослужителів. Будівництво дитячого садка, розпочате на початку 90-х років, зупинене.

## Пам'ятки
У селі є пам'ятник Богданові Хмельницькому, встановлений біля будинку культури в 1969 році. Навпроти розташована скульптура радянського воїна на постаменті з викарбуваними прізвищами загиблих у Другій світовій війні мешканців села. 
- Неподалік від села розташований Пеньківський заказник.

## Галерея

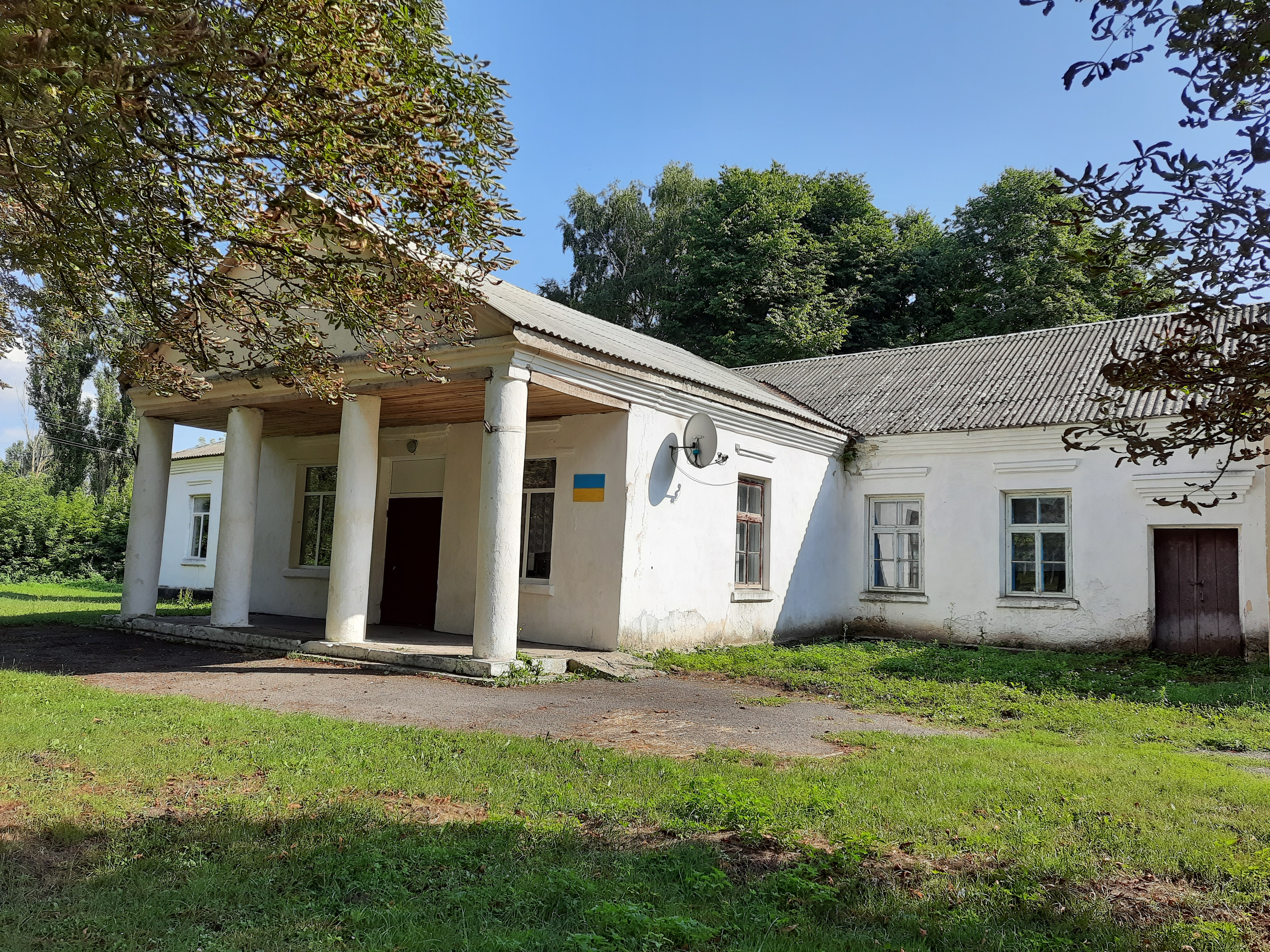
Будинок культури
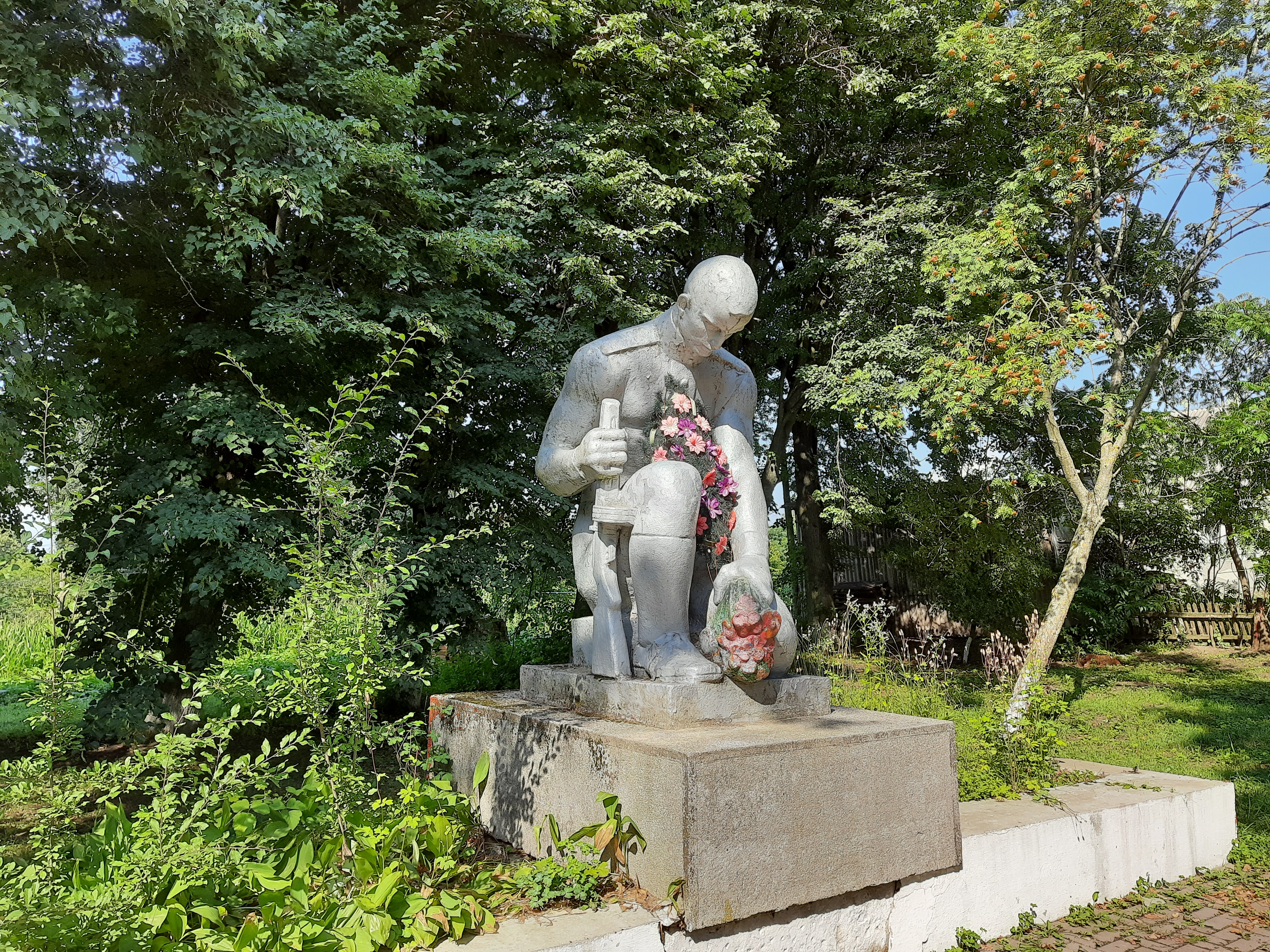
Пам'ятний знак на честь воїнів-односельців